# 重岡駅
重岡駅（しげおかえき）は、大分県佐伯市宇目大字大平にある、九州旅客鉄道（JR九州）日豊本線の駅である。

## 概要
佐伯駅から当駅終着の普通列車が2本あり、うち1本は折り返し大分行きの普通列車になる（残りの1本は当駅到着後、佐伯駅まで回送）。一方、当駅から延岡方面行きの列車は午前6時47分発の普通列車1本のみであるが787系を使用、先頭車両のみが利用可能であるためグリーン車も連結されている。
2020年10月16日より運行開始の観光列車「36ぷらす3」では、『土曜日ルート "緑の路"』で宗太郎駅とともに特別停車駅（同駅での乗降は不可だが停車中はホームに降りることができ、佐伯市の特産品を販売する）となっている。

## 歴史
- 1922年（大正11年）3月26日：鉄道省が開設[1]。一般駅[2]。
- 1972年（昭和47年）2月25日：貨物取扱廃止[2]。
- 1984年（昭和59年）2月1日：荷物扱い廃止[2]。
- 1985年（昭和60年）12月10日：無人駅となる[5]。
- 1987年（昭和62年）4月1日：国鉄分割民営化により九州旅客鉄道が継承[2]。
- 2017年（平成29年）
  - 9月19日：平成29年台風18号により9月17日から運休[6]、臼杵駅 - 延岡駅間不通のため佐伯駅 - 延岡駅間で代行バス輸送を開始[7][8]。
  - 9月25日：佐伯駅 - 市棚駅間運転再開（バス代行輸送終了）[9]。
- 2018年（平成30年）3月17日：ダイヤ改正により佐伯駅方面からの当駅折り返し普通列車が設定される。
- 2020年（令和2年）10月17日：同日以降の毎週土曜に「36ぷらす3」が当駅に特別停車するようになる[10]。

## 駅構造
駅舎に接した単式ホーム1面1線と島式ホーム1面2線の合計2面3線を有する地上駅。互いのホームは跨線橋で連絡している。
プラットホームは映画『なごり雪』の撮影にも使用された（駅舎の撮影は上臼杵駅）。木造の駅本屋と便所は2006年（平成18年）に解体され、従来から駅前にある自治体設置便所と同デザインの待合所（簡易駅舎）が建設された。ホーム内の待合所には、映画のロケ地を示す看板を設置していたが、2009年（平成21年）上期に行われたホーム改良工事により従来の待合所は解体され、同時に看板も撤去された。
佐伯市宇目地区の高校生の利用が多数を占める。
前述のダイヤ改正でそれまで南延岡行きの夕方2本の普通列車が当駅止まりになったため、折り返し普通列車は3番のりばに停まるようになり、それに伴いホームの一部かさ上げ、ミラー設置等の工事が行われた。なお、「36ぷらす3」は3番のりばに停車するが、前3両のドアのみ開閉する。
無人駅で改札はなく、切符集札箱がある。

### のりば
| のりば | 路線      | 方向 | 行先     | 備考                                                           |
| ------ | --------- | ---- | -------- | -------------------------------------------------------------- |
| 1      | ■日豊本線 | 下り | 延岡方面 |                                                                |
| 2・3   | ■日豊本線 | 上り | 佐伯方面 | 「36ぷらす3」（特別停車）および当駅始発・終着の列車は3番のりば |

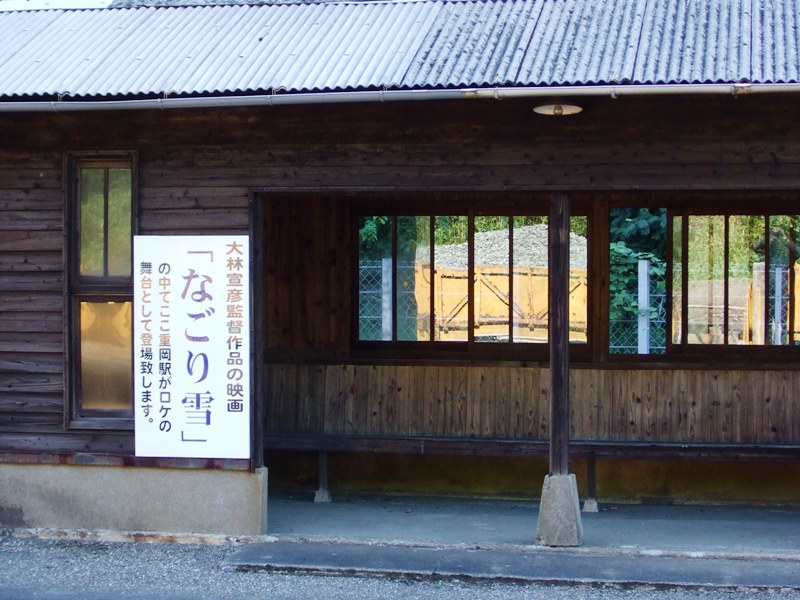
旧待合所と、映画「なごり雪」のロケ地を示す看板
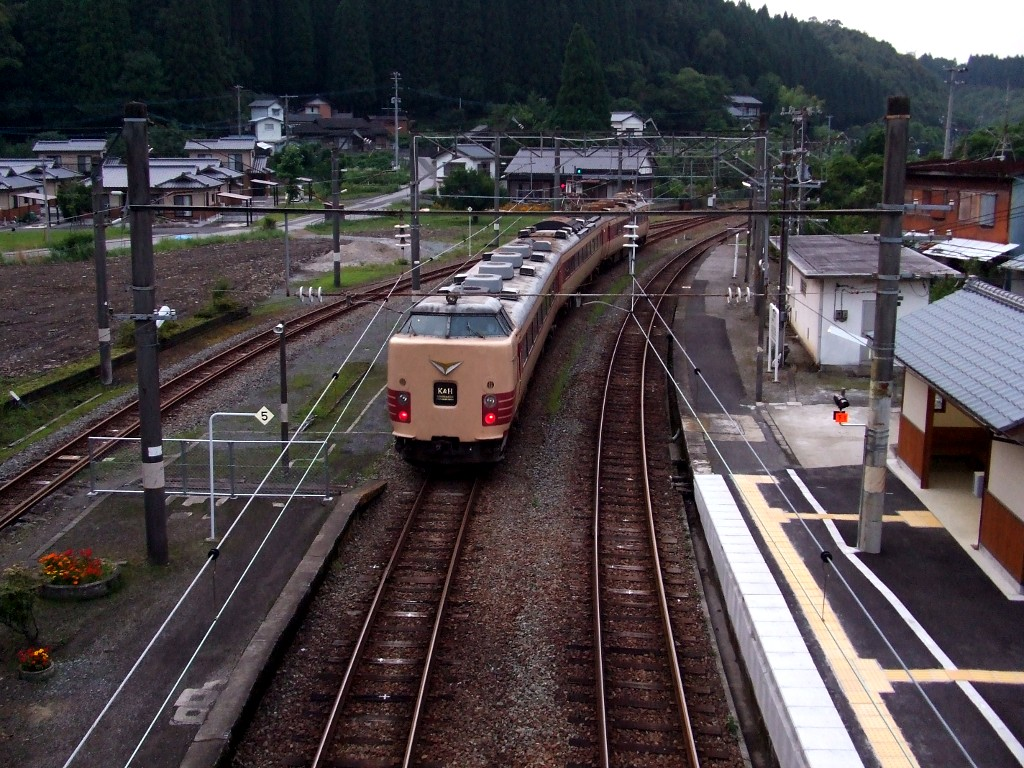
跨線橋から佐伯・大分方面を望む
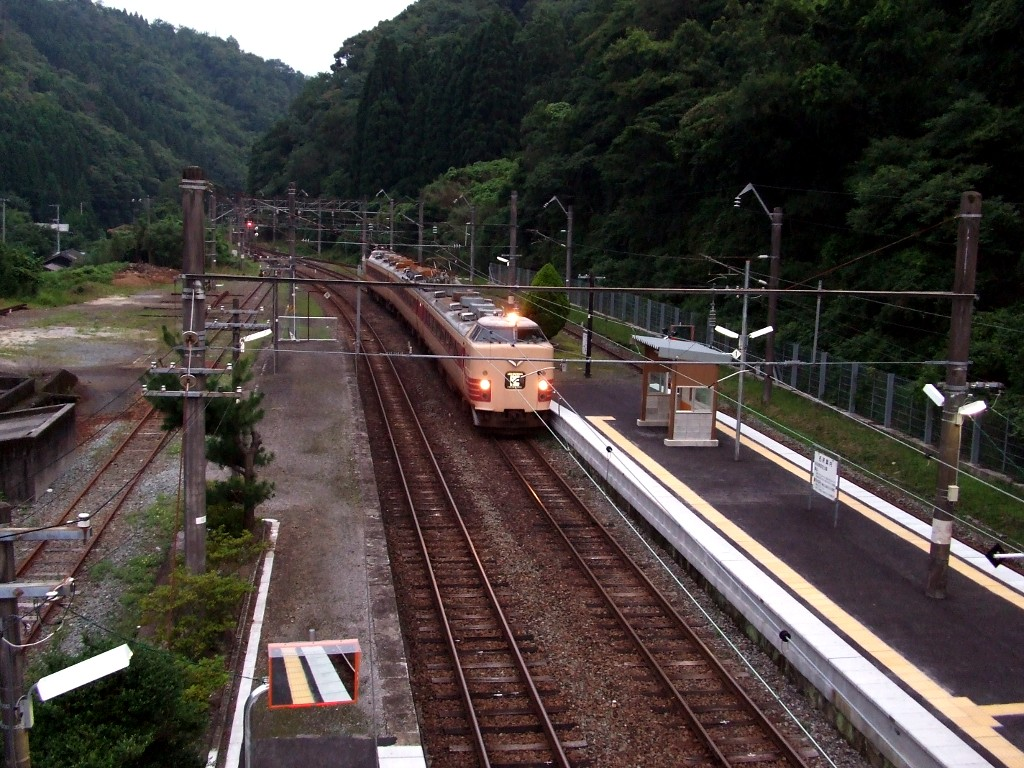
跨線橋から延岡・宮崎方面を望む

## 利用状況
- 2013年度の1日平均乗車人員は15人（前年度比-1人）。佐伯市宇目地区の高校生の利用が多数を占める。
- 昭和30 - 40年代には1日の乗降客数が600名以上だった[11]。

| 乗車人員推移 | 乗車人員推移 |
| 年度         | 1日平均人数  |
| ------------ | ------------ |
| 2000         | 31           |
| 2001         | 33           |
| 2002         | 35           |
| 2003         | 36           |
| 2004         | 30           |
| 2005         | 31           |
| 2006         | 30           |
| 2007         | 32           |
| 2008         | 27           |
| 2009         | 20           |
| 2010         | 15           |
| 2011         | 16           |
| 2012         | 16           |
| 2013         | 15           |
| 2014         | 12           |
| 2015         | 16           |

## 駅周辺
山間部に位置し、国道10号沿いに民家が点在する。駅前には商店や大衆食堂があったが、ともに廃業した。駅北西側には小規模な住宅地があり、民家が数軒建っている。
- 宇目郵便局
- 大原団地 - 大分県住宅供給公社が整備した住宅地。A - Hの8棟から構成される[12]。
- 鴟野尾神社
- 国道10号
- 大分県道39号小野市重岡線
- 鎧川

## バス路線
佐伯市コミュニティバス（大分バス委託）（いずれも平日のみ運行）
- 佐伯駅経由 葛港行き
- 柿木経由 ふれあいセンター宇目行き

かつては 大野交通の三重町駅方面行きの路線も運行されていたが、柿木で系統分割され乗り継ぎが必要となった。

## 隣の駅
九州旅客鉄道（JR九州）
■日豊本線
直川駅 - （川原木信号場） - 重岡駅 - 宗太郎駅